# Megan Neyer
Megan Neyer (11 de junio de 1962) es una deportista estadounidense que compitió en saltos de trampolín.
Ganó una medalla de oro en el Campeonato Mundial de Natación de 1982. En los Juegos Panamericanos de 1987 consiguió una medalla de plata.

## Palmarés internacional
| Campeonato Mundial   | Campeonato Mundial            | Campeonato Mundial | Campeonato Mundial |
| Año                  | Lugar                         | Medalla            | Prueba             |
| -------------------- | ----------------------------- | ------------------ | ------------------ |
| 1982                 | Guayaquil (Ecuador)           | Medalla de oro     | Trampolín 3 m      |
| Juegos Panamericanos |                               |                    |                    |
| Año                  | Lugar                         | Medalla            | Prueba             |
| 1987                 | Indianápolis (Estados Unidos) | Medalla de plata   | Trampolín 3 m      |